# Arjunahalli, Kunigal
Arjunahalli là một làng thuộc tehsil Kunigal, huyện Tumkur, bang Karnataka, Ấn Độ.